# فرانسوا أيه كوردوفا
فرانسوا أيه كوردوفا (بالإنجليزية: France A. Córdova )‏ (و. 1947 – م) هي عالمة فلك من الولايات المتحدة الأمريكية .

## التعليم
تعلمت في معهد كاليفورنيا للتقنية، وجامعة ستانفورد

## مناصب وهيئات
أدارت جامعة كاليفورنيا، ريفرسايد. ومديرة مؤسسة العلوم الوطنية.